# Région de Kidal
La région de Kidal est la huitième région administrative malienne, depuis mars 2012, située à l'est du pays. Elle s’étend sur 260 000 km2 et sa capitale est la ville de Kidal. Elle recouvre principalement le massif de l'Adrar des Ifoghas.

## Géographie

Carte administrative de la région de Kidal.

La région est limitée au sud par la région de Gao, à l'est par le Niger, au nord par deux wilayas algériennes et à l'ouest par la région de Tombouctou.
| Bordj Badji Mokhtar | In Guezzam  | In Guezzam |
| Taoudénit           | Kidal       | Agadez     |
| Tombouctou          | Gao, Ménaka | Tahoua     |

La région de Kidal possède un climat désertique chaud (Classification de Köppen BWh) avec des étés très longs et extrêmement chauds avec des températures maximales dépassant couramment 45 °C en journée et des hivers courts mais plutôt chauds où les températures maximales dépassent souvent 30 °C en journée, le tout avec des précipitations rares, irrégulières et excessivement faibles. La zone est connue pour l'aridité et la chaleur extrêmes.
Les grandes villes de la région sont Kidal, Tessalit et Aguel'hoc.
La création de la réserve partielle de faune de Tamesna est prévue dans les cercles de Tréssaco et Kidal sur une superficie de 600 000 hectares.

## Histoire
L'histoire de la région de Kidal est marquée par toutes les rébellions touarègues du Mali (1962-1964, 1990-1996, 2006, 2007-2009 et 2012). La région administrative est créée le 11 avril 1992 par décret, à la suite de la promulgation du Pacte national conclu entre le gouvernement du Mali et les mouvements et fronts unifiés de l'Azawad. Ce pacte fit suite à un premier cessez-le-feu dit accords de Tamanrasset signés le 6 janvier 1991 après la rébellion de 1990.
Cependant, à la suite de la difficile mise en œuvre de cette décentralisation et aux difficultés à établir un dialogue, survient la rébellion d'avril 2006. Celle-ci trouve, grâce à la médiation algérienne, une issue pacifique relativement rapide (accords d'Alger de 2006).
En octobre 2011, considérant qu'aucune application satisfaisante des accords d'Alger n'avait pu voir le jour, le Mouvement national de l'Azawad (MNA) décide de fusionner avec le Mouvement touareg du Nord-Mali (MTNM), donnant naissance au Mouvement national pour la libération de l'Azawad (MNLA).
En janvier 2012, ne voyant pas d'avenir par une solution politique, le MNLA décide d'attaquer les postes militaires maliens dans la région, premières attaques marquant le commencement de la guerre dans le Nord-Mali, menée par le MNLA et le mouvement islamique Ansar Dine. Fin mars 2012, ces deux mouvements revendiquent le contrôle d'une partie de la région, et Kidal tombe le 30 mars 2012.

## Démographie
La région comptait 67 638 habitants en 2009. 
La population a été multipliée  par près de 1,6 depuis 1998, soit un taux d'accroissement moyen annuel de 4,3 % entre 1998 et 2009. Durant cette période, le cercle de Tin-Essako a connu la plus forte augmentation de la population (+173 %) suivi par le Cercle de Kidal (+85 %).
Les femmes représentent 46,2 % de la population.  
La région est peuplée essentiellement des Kel Tamasheq, des Songhaïs, des Berbères kountas et des Arabes (Maures).

## Administration
La région de Kidal est divisée en quatre cercles (Abeïbara, Kidal, Tessalit et Tin-Essako) regroupant onze communes.
En réponse aux troubles du début des années 1990 et à la suite de la décentralisation mise en place en République du Mali, Kidal est devenue capitale régionale, ce qui lui a donné une importance politique supplémentaire.
En 2023, la région est composée de 9 cercles, divisés en 29 arrondissements et 31 communes. Le code à deux chiffres attribué à la région est le 08 (loi 2023-006 et loi 2023-007), les cercles sont codifiés sur 4 chiffres selon l'ordre chronologique par la loi 2023-002 du 13 mars 2023.
| Code | Cercle               | Arrondissements | Communes |
| ---- | -------------------- | --------------- | -------- |
| 0801 | Cercle de Kidal      | 3               | 3        |
| 0802 | Cercle d'Abeïbara    | 3               | 3        |
| 0803 | Cercle de Tin-Essako | 3               | 5        |
| 0804 | Cercle de Tessalit   | 4               | 4        |
| 0805 | Cercle de Achibogho  | 3               | 3        |
| 0806 | Cercle de Anétif     | 3               | 3        |
| 0807 | Cercle de Timétrine  | 3               | 3        |
| 0808 | Cercle de Aguel-Hoc  | 3               | 3        |
| 0809 | Cercle de Takalote   | 4               | 4        |

## Gouverneurs
| Année                        | Gouverneur                                 |
| ---------------------------- | ------------------------------------------ |
| ?-janvier 2005               | Eglèse Ag Foni, originaire d'Aguel'hoc     |
| janvier 2005-2010            | Alhamdou Ag Ilyène                         |
| 2013-?                       | Salifou Koné (colonel de l'armée de terre) |
| ?-février 2017               | Koïna Ag Ahmadou                           |
| février 2017-novembre 2023   | Mohamed Ag Ichrach                         |
| 22 novembre 2023-en fonction | El Hadj Ag Gamou                           |

## Transport et économie
La région est très enclavée. Elle ne possède aucune route goudronnée et aucun fleuve ne la traverse. Les ressources de la région de Kidal proviennent de l'élevage, de l’artisanat et du commerce. Des activités maraîchères existent dans certaines zones. Le nomadisme demeure le mode de vie le plus adapté à l'environnement difficile de la région. Cependant, Kidal, Aguel'hoc, Tessalit et Tin Zaouatine sont des sites de sédentarisation.

## Culture
La région est peuplée en majorité de Kel Tamasheq, ethnie nomade d'origine berbère. Leur écriture est le tifinagh dont on trouve des variantes dans tout le Sahara.
Le nord du Mali est le berceau d'un groupe musical de renommée internationale, les Tinariwen. Chaque année a lieu dans la ville le Festival d'Essouk.